# Noberasco
Noberasco S.p.A. è un'azienda italiana del settore alimentare, leader italiano nel mercato della frutta secca e disidratata.

Spedizione dei prodotti per via aerea (ca 1946-48)

## Storia
Noberasco nasce nel 1908 fondata come ditta individuale da Benedetto Noberasco. Inizialmente si occupa della raccolta, confezionamento e smistamento dei prodotti agricoli della Piana di Albenga, frutta fresca quindi: albicocche, pesche, asparagi, carciofi e pomodori. Ma nell'arco di pochi anni Noberasco si dedica all'importazione di frutta secca, in particolare datteri e uva passa.
Le prime partite di datteri, che vengono successivamente lavorati ad Albenga e spediti in Germania, sono acquistate direttamente al porto di Marsiglia. Da questa attività nasce ciò che può essere considerato il primo esempio di confezione per la frutta secca: la scatola ovale "Marsigliese".
Nel 1919 entra in azienda il figlio di Benedetto, Pier Luigi. Un anno più tardi importa albicocche dalla Spagna e nel 1933, in collaborazione con le Ferrovie dello Stato, realizza il primo vagone frigorifero.
Negli anni cinquanta e sessanta Noberasco apre fino a 48 magazzini in tutta Italia per la distribuzione di frutta secca e trasferisce la sede a Genova. Negli anni settanta lascia Genova e apre ad Albenga un nuovo stabilimento. Con l'ingresso in azienda anche dei quattro figli di Pier Luigi, la società cambia la ragione sociale in "Noberasco sas di Gian Benedetto Noberasco e F.lli". Gian Benedetto, esponente della terza generazione, sarà in seguito presidente e amministratore delegato dell'azienda per una ventina d'anni.
Nel 1997 la confezione cambia aspetto: nascono "Ora Puoi" (condimenti), "Più Su" (monodosi di frutta secca), "Nuovo Millennio" (frutta morbida). Le varietà arrivano ad essere una cinquantina. Nel 2000 nasce la linea bio "Soleluna", una gamma completa di frutta secca e morbida. Nel 2003 altro trasferimento con l'apertura del  sito produttivo di Vado Ligure, nel 2005 è inaugurato ad Albenga, nella centralissima via dei Mille, il primo negozio di frutta secca (seguiranno poi nel 2012 quello di Milano nei pressi del Duomo e successivamente quello di Torino).
Nel 2011 la società è considerata tra le più importanti aziende italiane nel settore della frutta secca ed è riconosciuta tra le maggiori e più avanzate realtà in Europa. Nel 2013 nasce "Fruttime", uno snack di frutta in cubetti, nel 2014 è inaugurata la vendita on line.
Nel 2016 rinnovo del vertice dell'azienda: alla presidenza un esponente della terza generazione, Gabriele Noberasco, fra l'altro campione di rally, alla guida dell'azienda con il ruolo di amministratore delegato va invece (sostituendo Gian Benedetto che resta nel cda) un esponente della quarta generazione, Mattia Noberasco, dal 2009 direttore generale. Nel 2017, dopo che il fatturato è più che raddoppiato in dieci anni, è inaugurato un nuovo stabilimento a Carcare (Savona) che ha richiesto un investimento di 55 milioni. È rinnovato anche grazie alla ristrutturazione, cambia persino lo slogan ("Noberasco, facile star bene") con il lancio delle prime spremute a freddo e biologiche con il nome "Extratti".

## Marchi
- Viva la Frutta
- Fruttime
- Frut&Go
- Super Frutti
- Bio Break
- Noberasco Bio